# شیطان خاردار
شیطان خاردار (نام علمی: Moloch horridus) یک مارمولک استرالیایی است و تا ۲۱ سانتیمتر (۸٫۳ اینچ) رشد طولی دارد و می‌تواند از ۱۵ تا ۲۰ سال عمر نماید. مارمولک می‌تواند با تغییر رنگ خود را در طبیعت استتار نماید. این جانور با نام اژدهای خاردار و شیطان کوهستان نیز شناخته می‌شود

## زیستگاه
محل زندگی شیطان خاردار مناطق خشک و کم‌آب و بیابانی متمرکز در مرکز استرالیا است. همچنین در مناطقی با پوشش ماسه‌زارهای مسطح تریودیا و بیابان‌های سند دریج و کمربند داخلی بیابان مَلی نیز زندگی می‌کند. توزیع آن تا حد زیادی بیشتر متأثر با توزیع خاک ابلیز شنی نسبت به با آب و هوای خاص در استرالیای غربی است.

## نگارخانه

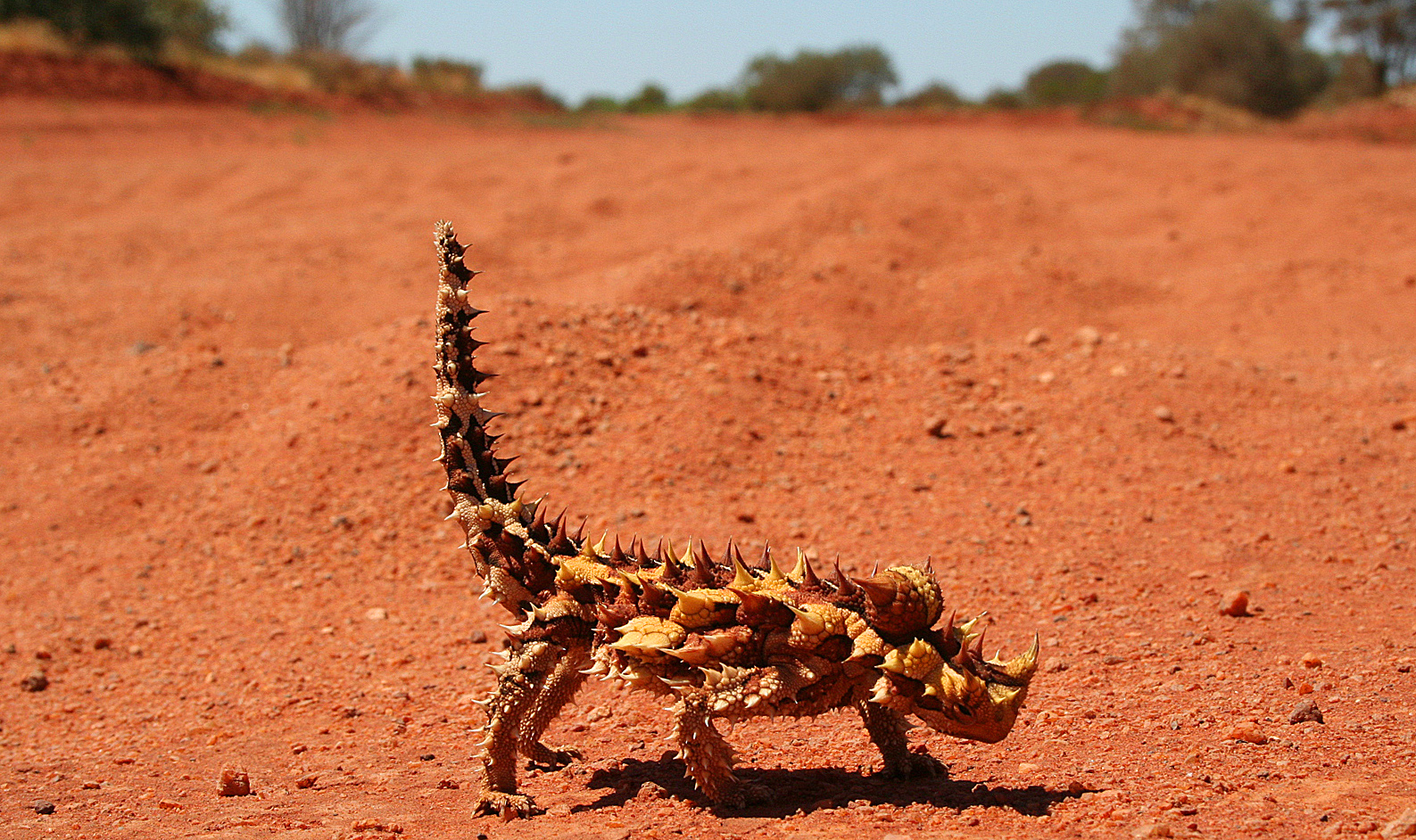